# Amisulprida
La amisulprida es un antipsicótico usado para tratar trastornos mentales graves, tales como la esquizofrenia. En Italia se usan en dosis menores para el tratamiento de distimia, estados de ánimo alterados. Se incluye dentro de una nueva generación de antipsicóticos, llamados antipsicóticos atípicos. Al ser un compuesto químico que proviene de la benzamida, la Sulpirida tiene efectos secundarios ligadas al posible aumento en sangre de la hormona de la lactancia, la prolactina. Por tanto, se pueden producir alteraciones en el ciclo menstrual, aumento de mamas, incluso en hombres, así como secreción láctea no enmarcada en la lactancia materna, disminución de la fertilidad, impotencia, dolores en el pecho, etc. En menor medida, los antipsicóticos pueden causar trastornos del movimiento. Parece ser que la amisulprida es ligeramente más efectiva que otros antipsicóticos típicos para tratar la esquizofrenia. Se comercializa bajo las marcas Barhemsys (como antiemético) y Solian, Socian, Deniban y otros (como antipsicótico).
La amisulprida, como otros antipsicóticos aprobados, funciona interfiriendo en la señal del receptor dopaminérgico D2. Concretamente, se cree que bloquea el receptor. Este supuesto bloqueo de los receptores presinápticos de la dopamina D2 justifica la eficacia de la amisulprida en el tratamiento de la distimia y algunos síntomas de la esquizofrenia. Los receptores presinápticos regulan la liberación de la dopamina en la sinapsis. Al bloquearlos, la amisulprida incrementa la concentración de dopamina en la sinapsis. Se cree que este incremento de dopamina actúa sobre los receptores aliviando los síntomas depresivos en la distimia y los síntomas negativos en la esquizofrenia.
El laboratorio Sanofi-Aventis lo desarrolló y comercializó durante la década de 1990. Su patente expiró en 2008 y por tanto, ya hay formulaciones genéricas disponibles. Es comercializado en los países de habla inglesa excepto Canadá y Estados Unidos. Una empresa con sede en la ciudad de Nueva York, LB Pharmaceuticals, ha anunciado el desarrollo  de LB-102, también conocido como N-metil amisulprida, un antipsicótico dirigido específicamente a los Estados Unidos. Una presentación de un póster en European Neuropsychopharmacology parece sugerir que esta versión de amisulprida, conocida como LB-102 muestra la misma unión a D2, D3 y 5HT7 que la amisulprida.

## Contraindicaciones
El uso de amisulprida está contraindicado en las siguientes enfermedades o condiciones
- Feocromocitoma
- Tumores concomitantes dependientes de prolactina, p. ej. prolactinoma, cáncer de mama
- Trastornos del movimiento (p. ej., enfermedad de Parkinson y demencia con cuerpos de Lewy)
- Lactancia
- Niños antes del inicio de la pubertad.

Tampoco se recomienda el uso de amisulprida en pacientes con hipersensibilidad a la amisulprida o los excipientes que se encuentran en su forma farmacéutica.